# Музыкальный редактор

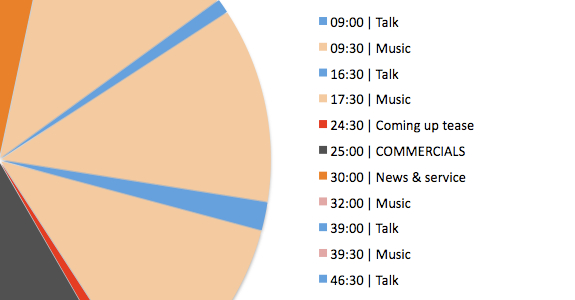

Музыкальный редактор (англ. music editor — дословно «редактор музыки»), редактор-администратор — сотрудник, должностные обязанности которого подразумевают обеспечение штатной работы музыкальной редакции, редакции радиовещания на музыкальных радиостанциях, телеканалах, киностудиях. Зачастую музыкальному редактору вменяется обеспечение музыкальным контентом во всех направлениях вещания. Разговорное название — музред (англ. muzred).
Музыкальные редакторы — сотрудники, в обязанности которых входит создание музыкальных, аудио баз данных и программной выдачи в эфир плейлиста состоящего из музыкального материала подобранного для эфира, передачи, фоновой музыки.
Нередко функции музыкального редактора перекладывают на шеф-редактора или программного директора вещателей с музыкальным наполнением.
Каждое произведение занесено в базу данных. База данных формируется с помощью специального программного обеспечения.

## Профессия

### Обязанности
- составление музыкальных плейлистов
- обработка музыкальных файлов
- подборка музыкального материала
- отслушивание музыкального материала на предмет соответствия формату вещания
- участие в создании музыкального оформления эфира
- контроль над выходом музыкального материала в эфир

## Программное обеспечение
Для обработки, нарезки музыки, редактор применяют ПО пригодное для редактирования аудио и видео, таких как: Vegas, ProTools.
Для составления базы данных музыки, оформления, рекламных роликов используются различные системы автоматизации радиовещания.
- Тракт — Джин, Маг2[5]
- Дигитон — Синадин, Ротатор[6]
- Программное обеспечение французских разработчиков RSC[7]
- Программное обеспечение для музыкального программирования Powergold[8]

## День Музыкального редактора
По традиции День Музыкального редактора, отмечается в начале мая и совпадает с Днем Радио, 7 мая. Официальным праздником не является.